# Cueva del Milodón
Il monumento naturale Cueva del Milodón è situato nella Patagonia cilena, 24 chilometri a nord-ovest di Puerto Natales e 270 chilometri a Nord di Punta Arenas. Il monumento è situato lungo i fianchi delle montagne del Cerro Benitez. Vi si trovano parecchie caverne e una formazione rocciosa denominata Silla del Diablo (Sella del Diavolo).
Le caverne si sono formate in seguito all'erosione dovuta alle ondate di fango che hanno invaso il bacino di Puerto Natales, per il progressivo scioglimento dell'enorme strato di ghiaccio che lo riempiva durante l'ultima espansione dei ghiacciai del quaternario.
Il monumento è famoso per la scoperta, nel 1896, dei resti di un bradipo terrestre gigante denominato Mylodon (Mylodon darwini), un erbivoro di grandi dimensioni che si estinse probabilmente alla fine del Pleistocene. All'entrata del monumento è stata sistemata una replica a grandezza naturale di un Milódon preistorico. Le ricerche hanno permesso di datare i resti del Milodon a circa 5.000 anni fa e confermare l'esistenza di altri animali preistorici, ora estinti.

## Galleria d'immagini

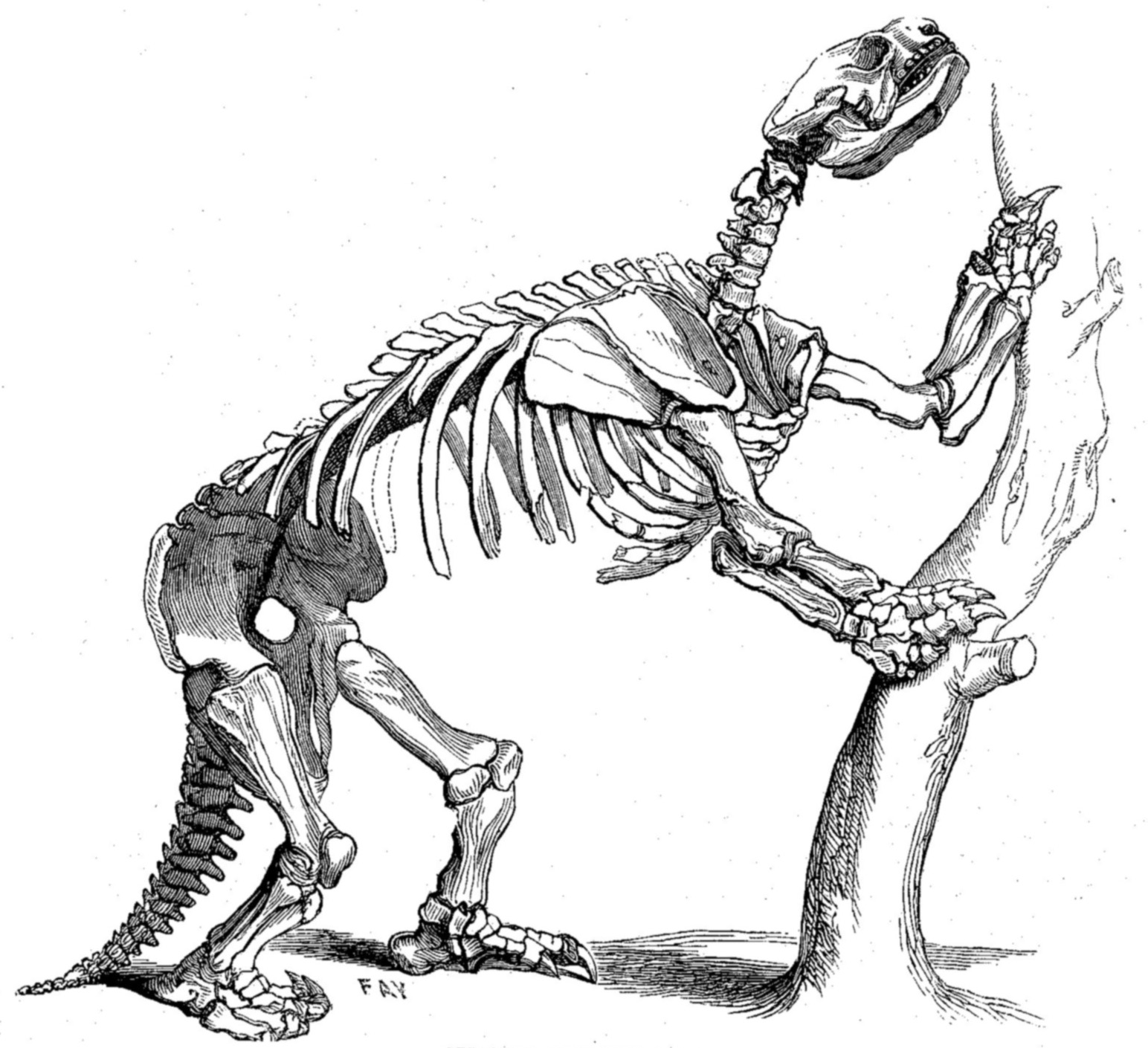
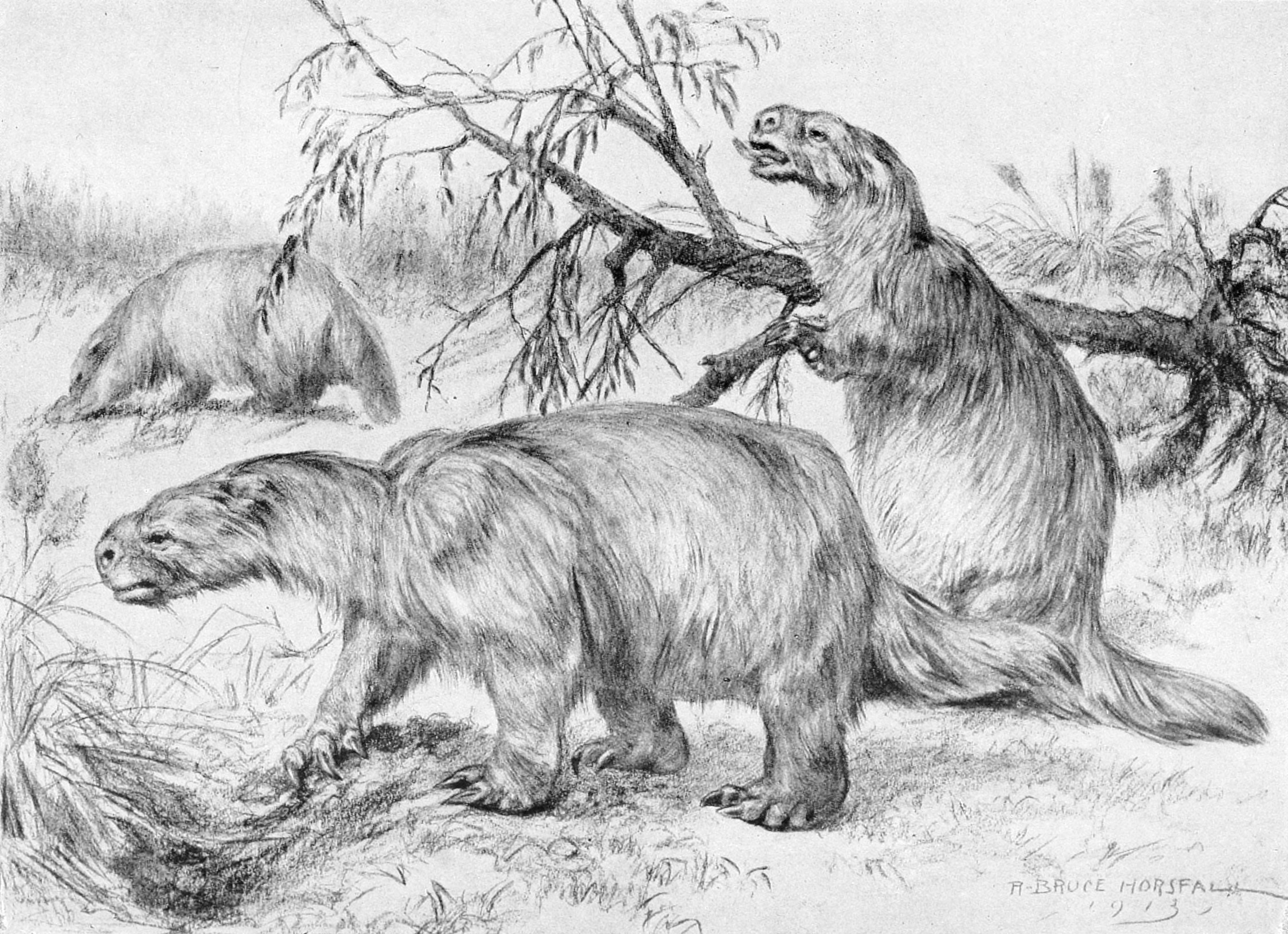

Mylodon Robustus

## Filmografia
Nel film documentario Nomad - In cammino con Bruce Chatwin (Nomad: In the Footsteps of Bruce Chatwin) di Werner Herzog, il monumento viene visitato dal regista.